# James B. Sheffield Olympic Skating Rink
La James B. Sheffield Olympic Skating Rink (auparavant Olympic Stadium Lake Placid) est une piste artificielle de patinage de vitesse située à Lake Placid, dans l'État de New York aux États-Unis.

## Histoire
Le stade olympique de Lake Placid est construit entre décembre 1929 et novembre 1931 sur un terrain de 3 hectares situé à côté du collège de Lake Placid, pour les Jeux olympiques d'hiver de 1932. Il accueille les cérémonies d'ouverture, les courses de patinage de vitesse ainsi que certains matches de hockey sur glace. La capacité du stade est de 7 475 places dont 6 475 places assises. Il devient par la suite le stade de football américain du collège. Lake Placid accueille également les Jeux olympiques d'hiver de 1980. La piste est rénovée en 1977 et renommée en l'hommage de James C. Sheffield, patineur de vitesse originaire de Lake Placid actif dans les années 1920. Elle accueille les championnats du monde de sprint de patinage de vitesse 1978 puis les épreuves de patinage de vitesse des Jeux. Actuellement, la piste est ouverte au public en hiver,.